# 控江路
控江路是中国上海市杨浦区的主要街道之一，东西走向。东起军工路，西至大连路。长4498米，宽18米到25.7米。它是以宋绍熙《云间志》中华亭“负海控江”句来命名的，其意是即在海边，且守住吴淞江口。现在控江路之地，就在古代吴淞江（虬江）的出海口。控江路开始修筑于1926年，1950年代以后，将控江路建成林荫大道，开通电车，沿路陆续兴建长白新村、控江新村、凤城新村、鞍山新村等住宅区，设立和平公园、杨浦公园，开设新华医院以及一些学校，并有些许工厂分布。由于周边居民众多，1980年代以后江浦路到许昌路段形成杨浦区当时的主要商业区，并逐步向西延伸至鞍山路。

## 轨道交通
上海轨道交通八号线经过控江路，设有黄兴路站、江浦路站及鞍山新村站。

## 交会道路（东向西）
- 军工路
- 图们路
- 敦化路、内江路
- 水丰路
- 隆昌路
- 双阳路
- 源泉路
- 靖宇南路
- 黄兴路
- 凤城路
- 江浦路
- 双辽路
- 本溪路、许昌路
- 打虎山路
- 大连路